# Życie Bytomskie

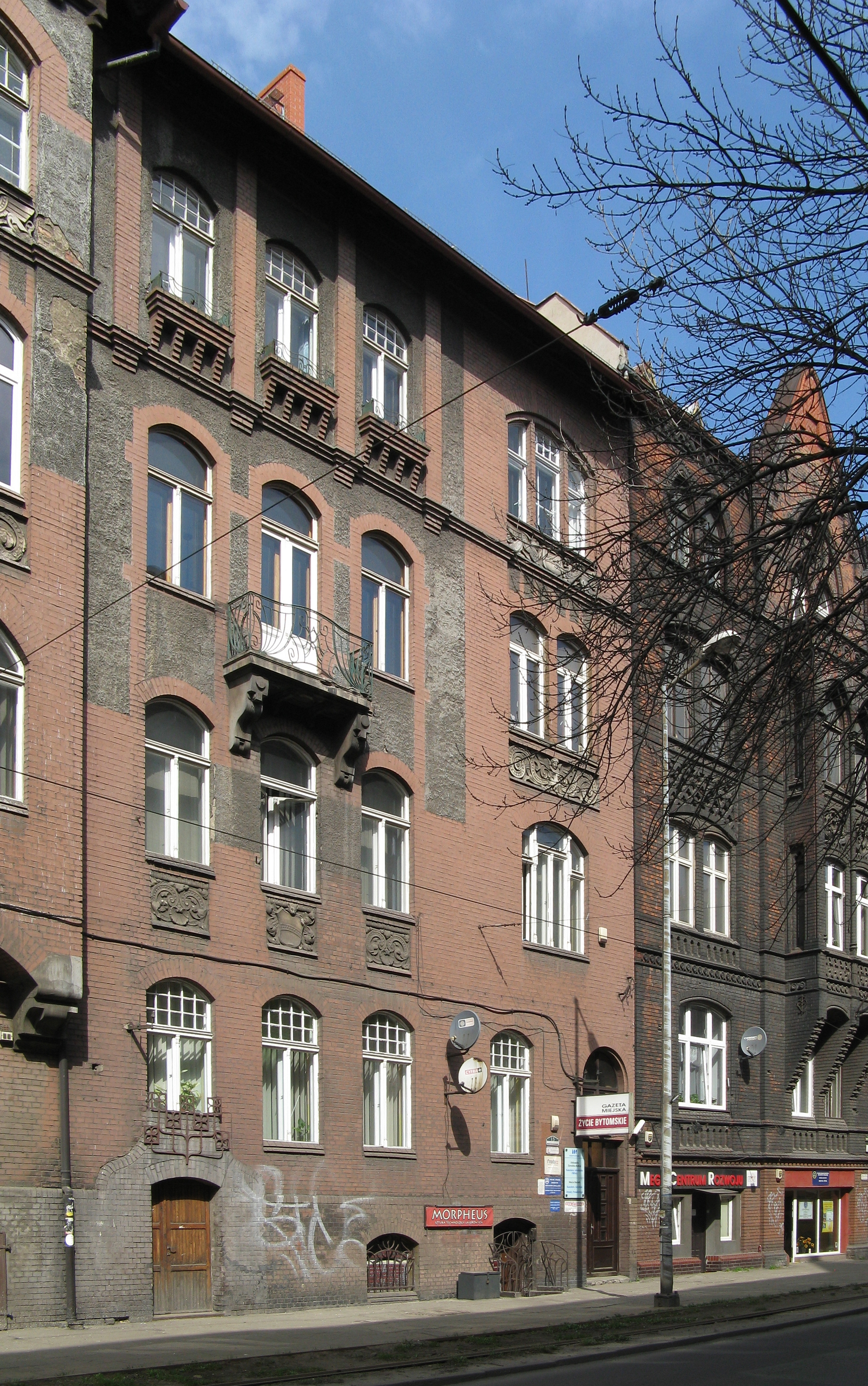
Siedziba redakcji w 2018 roku

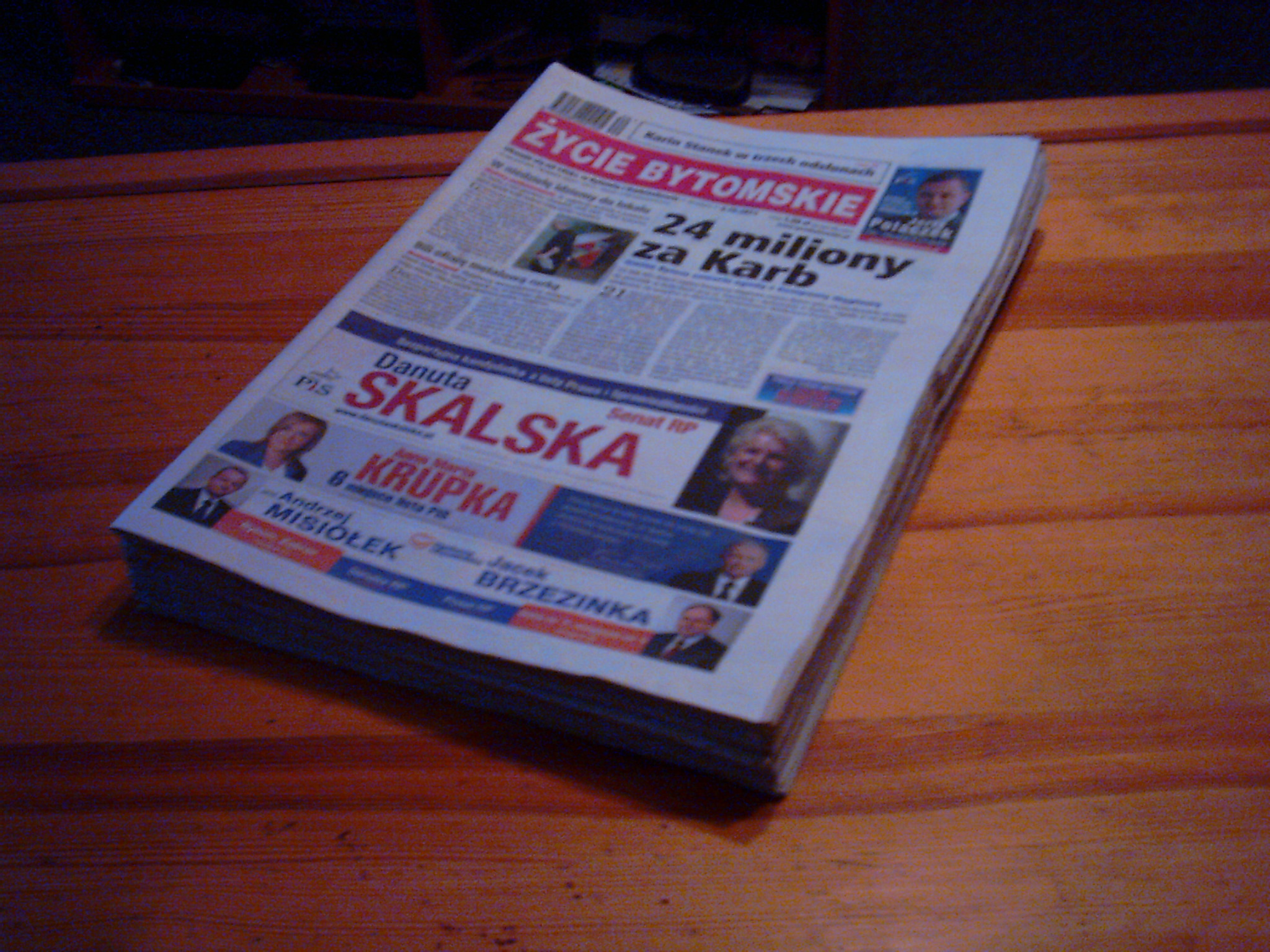
Prenumerata gazety

Życie Bytomskie – pierwsze powojenne bytomskie czasopismo regionalne. Ma charakter społeczno-kulturalny. Wychodzi w nakładzie około 4 tys. egzemplarzy. Ukazuje się od 23 grudnia 1956.
Redaguje zespół:
- Tomasz Nowak - redaktor naczelny
- Witold Branicki
- Marcin Hałaś
- Jacek Sonczowski

Stałym współpracownikiem "ŻB" jest prof. dr hab. Jan Drabina.

## Redaktorzy naczelni
- Maria Strugała
- Marcin Hałaś
- Tomasz Nowak

### Stałe działy
- Życie miasta
- Samo życie
  - Napisali do nas, zadzwonili
  - Internauci komentują
  - Internetowa sonda Życia Bytomskiego
  - Felieton
  - Pióro na sztorc
  - Zasłyszane
- Życie sportowe
  - Powiedziane na ucho
- Ciemna strona życia
  - Kronika policyjna
- Środek życia
- życie dzielnic
- Ogłoszenia
- Program telewizyjny
- życie kulturalne
  - Co, gdzie, kiedy
  - Błysk flesza
- Rozmaitości życia
  - Horoskop
  - Zdarzyło się kiedyś w Bytomiu
  - Komiks
- Reklama